# 딜워스의 정리
조합론에서 딜워스의 정리(Dilworth의定理, 영어: Dilworth’s theorem)는 부분 순서 집합의 반사슬의 최대 크기에 대한 정리다.

## 정의
부분 순서 집합 {\displaystyle (P,\leq )}의 높이(영어: height)는 {\displaystyle P} 속의 사슬(부분 전순서 집합)의 크기의 상한이다. 즉, 다음과 같다.
{\displaystyle \operatorname {height} P=\sup \left\{n\colon x_{1}<\cdots <x_{n},\;\{x_{1},\dots ,x_{n}\}\subseteq P\right\}}
부분 순서 집합 {\displaystyle (P,\leq )}의 너비(영어: width)는 {\displaystyle P} 속의 반사슬의 크기의 상한이다. 즉, 다음과 같다.
{\displaystyle \operatorname {width} P=\sup \left\{|S|\colon S\subseteq P,\;s\parallel s'\forall s,s'\in S\right\}\in \mathbb {Z} ^{+}\cup \{0,\infty \}}
(여기서 {\displaystyle s\parallel s'}은 두 원소가 비교 불가능임을 뜻한다.)
임의의 부분 순서 집합 {\displaystyle P}에 대하여, {\displaystyle P}를 사슬들로 분할할 수 있으며, 이러한 분할의 최소 크기를 {\displaystyle c(P)}라고 하자. 또 {\displaystyle P}를 반사슬들로도 분할할 수 있으며, 이러한 분할의 최소 크기를 {\displaystyle a(P)}라고 하자. 한원소 집합은 사슬이자 반사슬이므로, 자명하게
{\displaystyle c(P)\leq |P|}
{\displaystyle a(P)\leq |P|}
이다.
딜워스의 정리에 따르면, 만약 부분 순서 집합 {\displaystyle (P,\leq )}의 너비가 유한하다면, 이는 {\displaystyle c(P)}와 같다.:303 반대로, 미르스키의 정리(영어: Mirsky’s theorem)에 따르면, 만약 {\displaystyle P}의 높이가 유한하다면, 이는 {\displaystyle a(P)}와 같다.
{\displaystyle \operatorname {width} P<\aleph _{0}\implies \operatorname {width} P=c(P)}
{\displaystyle \operatorname {height} P<\aleph _{0}\implies \operatorname {height} P=a(P)}
이 정리들은 무한한 너비 또는 높이의 부분 순서 집합에 대하여 기수로서 성립하지 않는다.

## 증명
부분 순서 집합 {\displaystyle (P,\leq )} 속의 사슬 {\displaystyle C\subseteq P} 및 반사슬 {\displaystyle A\subseteq P}에 대하여 {\displaystyle |A\cap C|\leq 1}이다. 따라서, 만약 {\displaystyle P}를 사슬 {\displaystyle \{C_{i}\}_{i\in I}}들로 분할하였을 때, 각 반사슬 {\displaystyle A\subseteq P}에 대하여 {\displaystyle |C_{i}\cap A|\leq 1}이므로 {\displaystyle |A|\leq |I|}이며, 즉
{\displaystyle \operatorname {width} P\leq c(P)}
이다.:303 반대로, 만약 {\displaystyle P}를 반사슬 {\displaystyle \{A_{j}\}_{j\in J}}들로 분할하였을 때, 각 사슬 {\displaystyle C\subseteq P}에 대하여 {\displaystyle |C\cap A_{j}|\leq 1}이므로 {\displaystyle |C|\leq |J|}이며, 즉
{\displaystyle \operatorname {height} P\leq a(P)}
이다.
따라서, 딜워스의 정리와 미르스키의 정리에서 자명하지 않은 것은 반대 방향의 부등식이다. 이 경우, 두 정리의 증명은 매우 다르다.

### 딜워스의 정리
딜워스의 정리의 증명은 쾨니그의 정리를 이용한 기법 등 여러 방법이 있다. 만약 {\displaystyle P}가 유한 집합일 경우, 미카 아셰르 페를레스(히브리어: מִיכָה אָשֵׁר פרלס, 1936~)는 다음과 같은 간단한 증명을 제시하였다.:303–304
유한 부분 순서 집합 {\displaystyle (P,\leq )}가 주어졌다고 하자. {\displaystyle P}의 극대 원소들의 집합을 {\displaystyle \operatorname {max\,elem} (P)}, 극소 원소들의 집합을 {\displaystyle \operatorname {min\,elem} (P)}라고 하자. 이들은 각각 반사슬을 이룬다.
집합의 크기에 대한 수학적 귀납법을 사용하자. 우선, 딜워스의 정리는 한원소 집합인 부분 순서 집합에 대하여 자명하게 성립한다. 이제 딜워스의 정리가 크기 {\displaystyle |P|} 미만의 모든 부분 순서 집합에 대하여 대해 성립한다고 가정하자. 그렇다면, 다음과 같이 두 가지 경우로 나눌 수 있다.
1. 크기 {\displaystyle \operatorname {width} P}의 반사슬은 모두 {\displaystyle \operatorname {max\,elem} (P)}과 같거나, {\displaystyle \operatorname {min\,elem} (P)}와 같다.
2. {\displaystyle \operatorname {max\,elem} (P)} 및 {\displaystyle \operatorname {min\,elem} (P)}와 같지 않은, 크기 {\displaystyle \operatorname {width} P}의 반사슬 {\displaystyle A\subseteq P}가 존재한다.

1의 경우, {\displaystyle a\leq b}인 {\displaystyle a\in \operatorname {min\,elem} (P)}와 {\displaystyle b\in \operatorname {max\,elem} (P)}를 찾을 수 있다. (그렇지 아니하다면 크기가 {\displaystyle \operatorname {width} P}보다 더 큰 반사슬이 존재하게 되기 때문이다.) {\displaystyle P\setminus \{a,b\}}의 최소 사슬 분할
{\displaystyle P\setminus \{a,b\}=\bigsqcup _{i=1}^{c(P\setminus \{a,b\})}C_{i}}
이 주어졌을 때
{\displaystyle P=\{a,b\}\sqcup \bigsqcup _{i=1}^{c(P\setminus \{a,b\})}C_{i}}
는 {\displaystyle P}의 사슬 분할이므로, {\displaystyle P\setminus \{a,b\}}에 딜워스의 정리를 적용하면
{\displaystyle c(P)\leq c(P\setminus \{a,b\})+1=\operatorname {width} (P\setminus \{a,b\})+1=\operatorname {width} P}
이다.
2의 경우, 다음과 같은 두 부분 집합 {\displaystyle A_{\pm }\subsetneq P}를 정의하자.
{\displaystyle A_{+}=\{x\in P\colon \exists a\in A\colon x\geq a\}}
{\displaystyle A_{-}=\{x\in P\colon \exists a\in A\colon x\leq a\}}
{\displaystyle \operatorname {width} (A_{+})=\operatorname {width} (A_{-})=|A|=\operatorname {width} P}
{\displaystyle A_{+}\subsetneq P\supsetneq A_{-}}
{\displaystyle A_{+}\cap A_{-}=A}
{\displaystyle A_{\pm }}에 딜워스의 정리를 적용하여 다음과 같은 사슬 분해를 얻는다고 하자.
{\displaystyle A_{\pm }=\bigsqcup _{a\in A}C_{\pm }(a)}
{\displaystyle \max C_{-}(a)=a=\min C_{+}(a)}
그렇다면 {\displaystyle P}의 사슬 분해
{\displaystyle P=\bigsqcup _{a\in A}(C_{+}(a)\cup C_{-}(a))}
를 얻는다. 즉,
{\displaystyle c(P)\leq |A|=\operatorname {width} P}
가 된다.

### 미르스키의 정리
미르스키의 정리의 증명은 딜워스의 정리의 증명보다 더 간단하다. {\displaystyle P}가 유한한 높이의 부분 순서 집합이라고 하자. 원소 {\displaystyle x\in P}에 대하여, {\displaystyle N(x)}가 {\displaystyle x}를 최대 원소로 하는 사슬의 길이의 최댓값이라고 하자. 이는 함수 {\displaystyle N\colon P\to \mathbb {N} }을 정의한다.
그렇다면, 각 자연수 {\displaystyle n\in \mathbb {N} }의 원상 {\displaystyle N^{-1}(n)\subseteq P}은 반사슬을 이루며, 이들은 {\displaystyle P}의 분할을 이룬다.
{\displaystyle P=\bigsqcup _{n=0}^{\infty }N^{-1}(n)}
따라서 {\displaystyle a(P)\leq \operatorname {height} (P)}이다.

## 역사
딜워스의 정리는 미국의 수학자 로버트 파머 딜워스(영어: Robert Palmer Dilworth, 1914~1993)가 1950년 논문에서 처음 제시하였다.:303
미르스키의 정리는 러시아 태생의 영국 수학자 레오니트 미르스키(러시아어: Леонид Мирский, 영어: Leonid Mirsky, 1918~1983)가 1971년에 증명하였다.

## 같이 보기
- 쾨니그의 정리